# Longevelle-lès-Russey
Longevelle-lès-Russey ist eine französische Gemeinde mit 40 Einwohnern (Stand: 1. Januar 2022) im Département Doubs in der Region Bourgogne-Franche-Comté.

## Geographie
Longevelle-lès-Russey liegt auf 714 m, zehn Kilometer westlich von Maîche und etwa 32 Kilometer südsüdwestlich der Stadt Montbéliard (Luftlinie). Das Dorf erstreckt sich im Jura, auf einem ausgedehnten Hochplateau auf der Nordwestseite des Tals des Dessoubre. Das Gemeindegebiet gehört zum Regionalen Naturpark Doubs-Horloger.
Die Fläche des 2,56 km² großen Gemeindegebiets umfasst einen Abschnitt des französischen Juras. Der Hauptteil des Gebietes wird von der Hochfläche von Longevelle eingenommen, die durchschnittlich auf 700 m liegt. Sie steigt gegen Osten leicht an und ist überwiegend von Wies- und Weideland bestanden. Mit 742 m wird auf einer Kuppe an der östlichen Gemeindegrenze die höchste Erhebung von Longevelle-lès-Russey erreicht. Südlich des Dorfes beginnt das kurze, aber tief in das Plateau eingeschnittene Erosionstal eines kurzen Seitenbachs des Dessoubre. Nach Südosten fällt die Hochfläche mit einem Steilhang zum ungefähr 250 m tiefer gelegenen Dessoubre-Tal ab. Die Grenze verläuft meist entlang der Oberkante des Hanges.
Nachbargemeinden von Longevelle-lès-Russey sind Chamesey im Norden, Charmoille im Osten und Süden sowie Bretonvillers im Westen.

## Geschichte
Im Mittelalter gehörte Longevelle zum Gebiet der Herrschaft von Le Russey. Zusammen mit der Franche-Comté gelangte das Dorf mit dem Frieden von Nimwegen 1678 an Frankreich.
Mit 1. Januar 2009 erfolgte eine Änderung der Arrondissementszugehörigkeit der Gemeinde. Bislang zum Arrondissement Montbéliard gehörend, kamen alle Gemeinden des Kantons zum Arrondissement Pontarlier.

## Bevölkerung
| Jahr                       | 1962 | 1968 | 1975 | 1982 | 1990 | 1999 | 2006 | 2012 | 2021 |
| Einwohner                  | 75   | 44   | 45   | 44   | 45   | 46   | 50   | 43   | 42   |
| Quellen: Cassini und INSEE |      |      |      |      |      |      |      |      |      |

Mit 40 Einwohnern (Stand 1. Januar 2022) gehört Longevelle-lès-Russey zu den kleinsten Gemeinden des Départements Doubs. Nachdem die Einwohnerzahl in der ersten Hälfte des 20. Jahrhunderts stets im Bereich zwischen 60 und 75 Personen gelegen hatte, wurde während der 1960er Jahre ein Bevölkerungsrückgang verzeichnet. Seither verblieb die Einwohnerzahl auf konstantem Niveau.

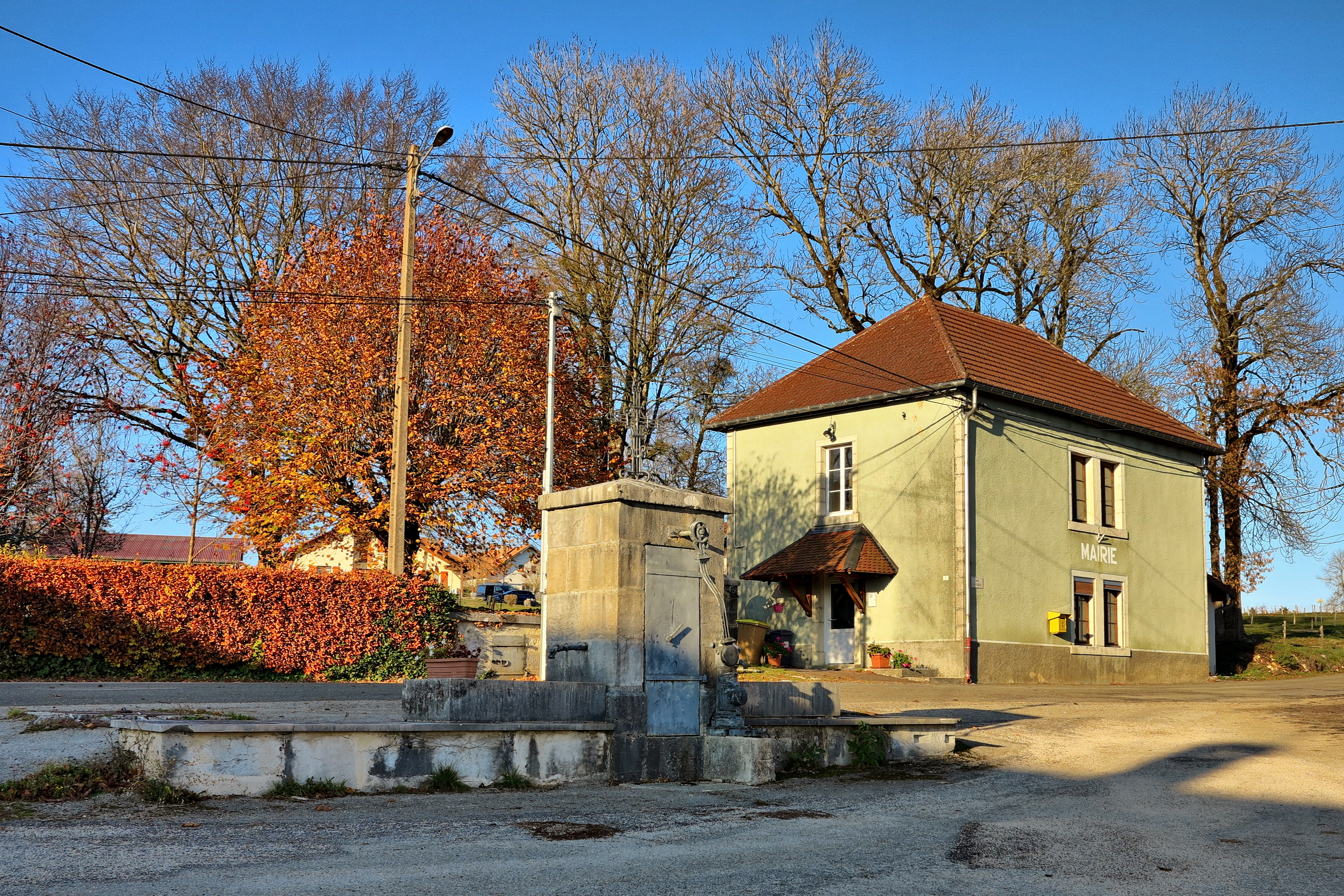
Mairie und Brunnen in Longevelle-lès-Russey
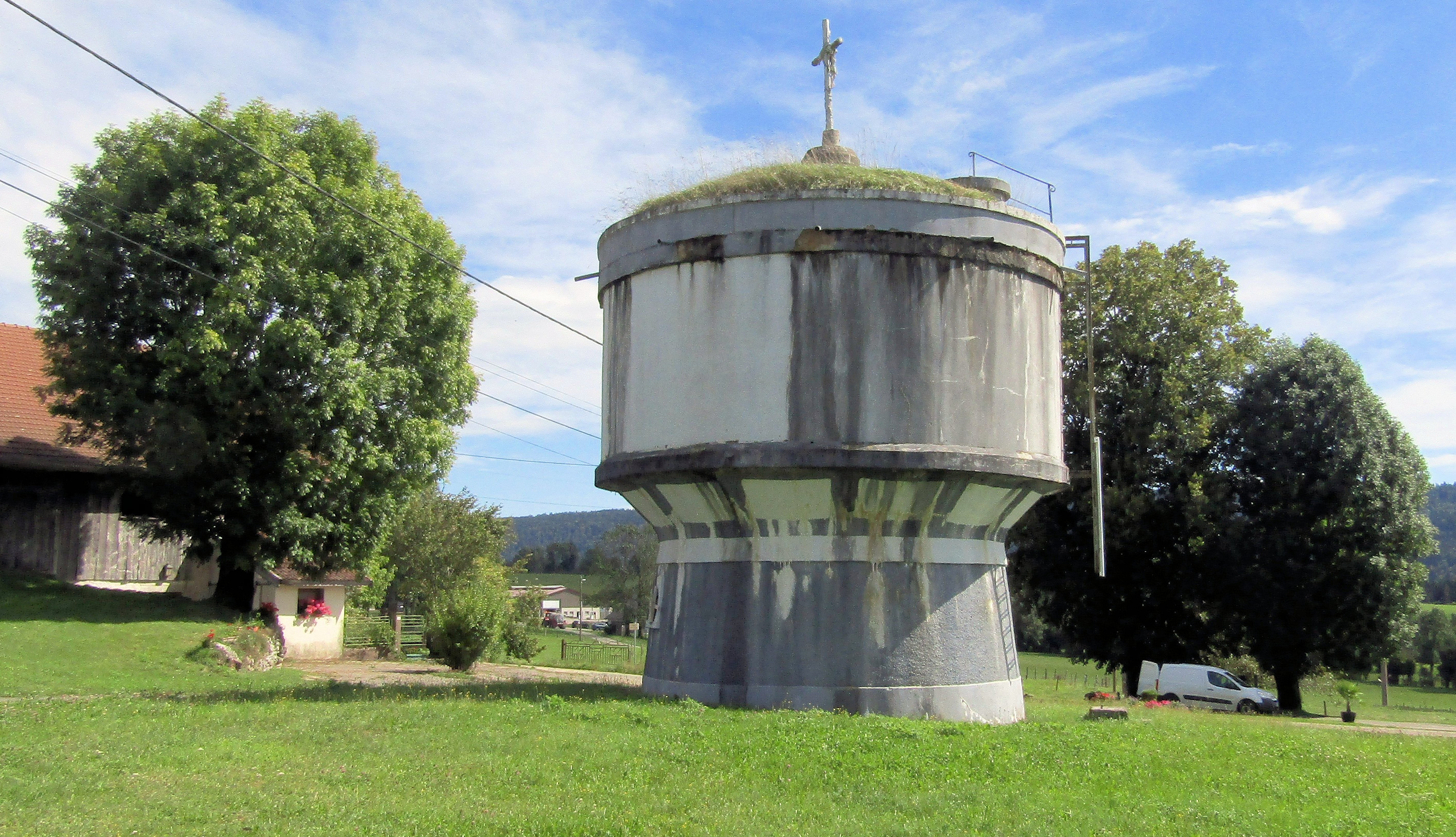
Wasserturm

## Wirtschaft und Infrastruktur
Longevelle-lès-Russey war bis weit ins 20. Jahrhundert hinein ein vorwiegend durch die Landwirtschaft (Viehzucht und Milchwirtschaft, etwas Acker- und Obstbau) geprägtes Dorf. Daneben gibt es heute Betriebe des lokalen Kleingewerbes, unter anderem einen Transportbetrieb. Einige Erwerbstätige sind auch Wegpendler, die in den größeren Ortschaften der Umgebung ihrer Arbeit nachgehen.
Die Ortschaft liegt abseits der größeren Durchgangsstraßen an einer Departementsstraße, die von Chamesey nach Bretonvillers führt.